# 常衡
常衡（じょうこう、avoirdupois system）は、ヤード・ポンド法における質量の単位の系統の一つである。
通常使われるのは常衡であり、他の2つ（トロイ衡・薬衡）は特定の分野でしか用いられない。「常衡」という日本語の名称は、常用される質量単位（衡）という意味である。英語のavoirdupoisは、古フランス語のaveir de peis（英語で直訳すれば"goods of weight"の意）に由来するもので、量り売りされる物が常衡によって計量されていたことによる。
常衡のすべての単位はポンドを基準にしている。ポンドの分量のオンス、グレーンについてはそれぞれの項目を参照のこと。オーストラリア、カナダ、ニュージーランド、南アフリカ、イギリス、アメリカの6カ国は、1958年に国際協定を締結し、1959年7月1日以降、1ポンドを（近似値ではなく）正確に0.453 592 37キログラムと定めた。この値は7で割り切れるので、1 グレーンは正確に0.064 798 91 グラム（64.798 91 ミリグラム）となった。

## イギリスでの体系
イギリスでは、フランスでの系統に14ポンドに相当するストーンという単位が加えられた。そのため、クォーター、ハンドレッドウェイト、トンがそれぞれ28ポンド、112ポンド、2,240ポンドとなった。
ストーンが入った後のイギリスの常衡の単位は以下のようになる（SIによる換算値は、1959年7月以降の値）。
イギリスの常衡は"long"と呼ばれる。
- 1 グレーン = 1/7000 ポンド(lb) = 正確に 64.798 91 ミリグラム
- 16 ドラム = 1 オンス(oz) = 正確に 28.349 523 125 グラム
- 16 オンス = 1 ポンド(lb) = 7000 グレーン = 正確に 0.453 592 37キログラム
- 14 ポンド = 1 ストーン(st) = 正確に 6.350 293 18 キログラム
- 2 ストーン = 1 クォーター(qtr) = 正確に 12.700 586 36 キログラム
- 4 クォーター = 1 ハンドレッドウェイト(cwt) = 正確に 50.802 345 44 キログラム
- 20 ハンドレッドウェイト = 2240 ポンド(lb) = 1 トン(t) = 正確に 1016.046 9088 キログラム

## アメリカでの体系
イギリスとは異なり、北アメリカのイギリスの植民地では、元々フランスで使用されていたころの、ストーンの入っていない本来の常衡が使われた。そのため、アメリカではクォーター、ハンドレッドウェイト、トンが25ポンド、100ポンド、2,000ポンドのままとなっている。アメリカではこの体系が使われている（SIによる換算値は、1959年7月以降の値）。アメリカの常衡は"short"と呼ばれる。
- 1 グレーン = 1/7000 ポンド(lb) = 正確に 64.798 91 ミリグラム
- 16 ドラム = 1オンス(oz) = 正確に 28.349 523 125 グラム
- 16 オンス = 1ポンド(lb) = 7000 グレーン = 正確に 0.453 592 37 キログラム
- 25 ポンド = 1クォーター(qtr) = 正確に 11.339 809 25 キログラム
- 4 クォーター = 1ハンドレッドウェイト(cwt) = 正確に 45.359 237 キログラム
- 20 ハンドレッドウェイト = 2000 ポンド(lb) = 1 トン(t) = 正確に 907.184 74 キログラム